# قلعة أم القيوين
 قلعه ام القيوين في مدينة أم القيوين تابعة لإمارة أم القيوين في دولة الإمارات العربية المتحدة.  التي كانت حصنًا اتخذه الحكام القدامى ثم أصبحت مركزًا للمدينة القديمة وقد تحولت لاحقاَ إلى متحف.
يوجد في منطقة اللبنة ويتكون من برج دائري ضخم وبرج مربع والعديد من الغرف وتوجد أمام الحصن بعض المدافع الحربية التي يعود تاريخها إلى القرن الخامس عشر، وهناك سور أم القيوين الذي بني سنة 1768 من حجارة البحر وربط بملاطة الجص وذلك في عهد الشيخ راشد بن ماجد المعلا.وقد ارتبطت بالسور ثلاثة أبراج «برج الليوارة» و «برج منصور» و «برج أشكارية» ، وهناك أبراج بخوت والسينية، وهناك أيضاً حصن فلج المعلا ويعود تاريخ بنائه لأكثر من قرن ويتكون من برجين دائريين وساحة كبيرة. أعداد كبيرة من القلاع والحصون، زرعت على أراضي الإمارات، كحروف خالدة تشير إلى تاريخ هذه المنطقة وجذورها البعيدة.

## انظر ايضا
- قائمة قلاع وحصون الإمارات
- قلعة فلج المعلا
- قائمة الممتلكات الثقافية ذات الأهمية الوطنية في الإمارات العربية المتحدة

## روابط خارجية
القلاع والحصون والمباني القديمه في إمارة ام القيوين على يوتيوب